# Koidu (Sierra Leone)
Koidu, znane też jako Sefadu – miasto w Sierra Leone, stolica dystryktu Kono w Prowincji Wschodniej, liczy 111,8 tys. mieszkańców (stan z 2004 r.) i jest czwartym pod względem wielkości miastem w kraju. 

## Historia
Miasto powstało po odkryciu w regionie Kono złóż diamentów. Szybko się rozrosło i w końcu stało się nawet trzecim co do wielkości miastem kraju. Straciło jednak znaczną część ludności w czasie wojny domowej w latach 90. XX w. ze względu na toczone tu zacięte walki o kontrolę nad kopalniami diamentów. Na początku 2002 r. Koidu było niemal całkowicie zniszczone, jednak odbudowano je z pomocą ONZ i Stanów Zjednoczonych. Od tamtej pory wiele zagranicznych firm zgłasza zainteresowanie inwestycjami w regionie miasta, jak dotąd jednak z powodu nieudolnych rządów w kraju Sierraleończykom nie udaje się w pełni wykorzystać najbogatszego regionu w ich kraju.
Po wojnie domowej z międzynarodową pomocą odbudowano tu też miejscowy szpital, co znacznie poprawiło alarmującą sytuację zdrowotną. W ramach programu wspierania repatriacji żyjących w sąsiednich krajach sierraleońskich uchodźców zbudowano tu też szkoły i kliniki.

## Gospodarka
Głównym źródłem dochodu dla miasta i całego regionu są kopalnie diamentów. Dodatkowo w Koidu jest ważnym ośrodkiem handlu bydłem, ryżem i nasionami palmy oleistej. W mieście znajduje się duże targowisko.